# Niteroiense FC
Niteroiense Futebol Clube – brazylijski klub piłkarski z siedzibą w Niterói w stanie Rio de Janeiro. Założony w 1913 roku jako Nictheroyense Football Club, odegrał istotną rolę w rozwoju piłki nożnej w regionie w pierwszych dekadach XX wieku. Po zakończeniu działalności zawodowej w 1980 roku, klub powrócił w 2024 roku, przejmując licencję Clube Atlético Carioca.

## Historia
Niteroiense zdobył Campeonato Fluminense w 1918 roku oraz Campeonato Niteroiense w 1937 roku (wspólnie z innym klubem). W 1943 roku zmienił nazwę i herb, jednak problemy finansowe doprowadziły do jego rozwiązania w 1980 roku. Po powrocie w 2024 roku klub wygrał Campeonato Carioca de Futebol – Série C oraz Taça Waldir Amaral, awansując do Série B2.

## Osiągnięcia
- Campeonato Fluminense: 1 (1918)
- Campeonato Niteroiense: 1 (1937)
- Campeonato Carioca de Futebol – Série C: 1 (2024)
- Taça Waldir Amaral: 1 (2024)

## Maskotka
Maskotką klubu jest Arariboia, przywódca ludu Tupinambá z XVI wieku, uważany za symbol historyczny miasta Niterói.

## Stadion
Obecnie klub rozgrywa mecze na stadionie CEFAT, a wcześniej grał również na Parque Poliesportivo da Concha Acústica.